# Credo Ortodoxo
 

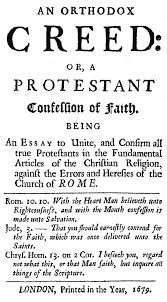
Portada del Credo Ortodoxo, publicado en 1679.

El Credo Ortodoxo, también conocido como la Confesión Ortodoxa de Fe, la Confesión Ortodoxa para abreviar, o el Credo de Buckingham o la Confesión Bautista de Fe de 1679 (en los tiempos modernos), es una confesión de fe bautista general .   Redactado después de una asamblea bautista regional celebrada en Buckinghamshire en 1678, el Credo Ortodoxo pretendía ser un credo oficial de la Asamblea General de Bautistas Generales en Inglaterra ; fue adoptado por las Asociaciones Bautistas de Buckinghamshire, Hertfordshire, Bedfordshire y Oxfordshire, y fue influyente en las iglesias bautistas de Inglaterra y Estados Unidos . 

## Contenido
La Confesión Ortodoxa está organizada como un "resumen para unir y confirmar a todos los protestantes verdaderos en los principios fundamentales de la religión cristiana". La Confesión incluye 50 artículos sobre el Dios Trino, la cristología, la predestinación,  la teología del pacto (enseñanza del federalismo bautista), el libre albedrío, la justificación y la santificación, el sabatismo dominical, la sacramentología eucarística, el bautismo, el Credo Niceno, el Credo Atanasiano, el Credo de los Apóstoles y muchas otras doctrinas y prácticas.